# 嬉野温泉駅
嬉野温泉駅（うれしのおんせんえき）は、佐賀県嬉野市嬉野町大字下宿にある、九州旅客鉄道（JR九州）西九州新幹線の駅。

## 概要
嬉野市唯一の鉄道駅であり、また、西九州新幹線の停車駅の中では唯一の新幹線単独駅である。
隣接して道の駅うれしの まるくも整備される。
嬉野温泉街からは北東に約1.5 km、嬉野バスセンター（嬉野温泉バスセンター）からは約2.2 km離れている。

## 歴史
- 2014年（平成26年）3月14日：駅高架橋の土木工事に着手[8]。
- 2019年（平成31年）2月23日：駅舎の建築工事に着手[9]。
- 2020年（令和2年）11月26日：駅名を「嬉野温泉駅」に決定する[10][11]。
- 2022年（令和4年）9月23日：開業[1][2][3][4]。

## 駅構造
全長160 mの相対式ホーム2面2線を有する高架駅。待避線がないため可動式安全柵が設置されている。
駅舎は「湯どころの趣のある駅」をデザインイメージとしており、温泉宿の装いを表現している。
直営駅であり、みどりの窓口、指定席券売機が設置されている。

### のりば
| のりば | 路線          | 方向 | 行先                           | 備考                             |
| ------ | ------------- | ---- | ------------------------------ | -------------------------------- |
| 11     | ■西九州新幹線 | 上り | 武雄温泉・佐賀・鳥栖・博多方面 | 武雄温泉で博多方面行き特急と接続 |
| 12     | ■西九州新幹線 | 下り | 諫早・長崎方面                 |                                  |

## 駅周辺
駅整備に伴い医療機関や道の駅の設置が行われた。駅東側は山や森林が点在するため、国道34号や佐賀県道346号嬉野下宿塩田線はその隙間を縫うように東（嬉野市塩田町方面）へ延び、それに沿うと市役所塩田庁舎や塩田津の町並み（重要伝統的建造物群保存地区）に至る。市役所嬉野庁舎は駅西側、嬉野市立嬉野中学校は駅北側にあるが、ともに駅からやや離れた所にある。

### 温泉口（西口）
- 嬉野温泉
- 国立病院機構嬉野医療センター
- 道の駅うれしの まるく
- 佐賀県立嬉野高等学校 嬉野校舎
- 国道34号
- 長崎街道

### 塩田川口（東口）
- 杵藤地区消防本部嬉野消防署 - 老朽化に伴い、当駅付近に移設[13]。
- JAさが みどり地区嬉野大型製茶工場
- 塩田川

## バス路線
2022年9月23日の開業時より嬉野温泉駅停留所が設置されている。JR九州バスは同日から、祐徳自動車（祐徳バス）は同年10月1日から乗り入れている。
以下のバス路線が停車する。
- JR九州バス
  - 嬉野線[16]
    - 嬉野温泉バスセンター・大野原口・俵坂・彼杵駅方面
    - 御船山楽園・武雄温泉駅・ゆめタウン（武雄市図書館）・たけお競輪場方面
- 祐徳自動車[17]
  - 嬉野線
    - 嬉野温泉バスセンター・湯の田方面
    - 嬉野市役所塩田庁舎前・鹿島バスセンター・祐徳神社前方面

  - 吉田線
    - 嬉野温泉バスセンター・湯の田方面
    - 東吉田・鹿島バスセンター・中川方面

また、付近には嬉野医療センターバス停があり、上記の当駅発着のバス路線が停車するほか、西肥自動車（西肥バス）の以下のバス路線が停車する。
- 西肥自動車
  - 嬉野バスセンター・波佐見役場前・三川内駅前・早岐地域田子の浦・佐世保駅前方面
  - 嬉野バスセンター・波佐見役場前・三川内駅前・早岐駅前・重尾方面

## 隣の駅
九州旅客鉄道（JR九州）
■西九州新幹線
武雄温泉駅 - 嬉野温泉駅 - 新大村駅